# Cosma Müller
Cosma Müller (* 3. Januar 2005 in Freiburg im Breisgau) ist eine deutsche Aerobicturnerin. Sie ist deutsche Meisterin im Einzel und gehört zum Bundeskader des Deutschen Turner-Bunds.

## Werdegang
Die ersten Erfolge erzielte Müller bereits ab 2015 in Frankreich beim Verein Etoile Gymnique de Colomiers, wo sie bis 2017 in den Jugendmeisterschaften in Einzel und Team Titel, sowie im Trio Podestplatzierungen, erreichen konnte.
2017 wechselte Cosma Müller zum SSV Ulm 1846, womit sie nun nicht mehr am französischen, sondern am deutschen Wettkampfsystem teilnahm. Um noch kurzfristig an den deutschen Meisterschaften in Berlin teilnehmen zu können, wurde sie für den Wettkampf Gaststarterin für den TuS Rotenburg. Dort gewann sie dann 2017 ihre ersten Deutschen Meisterschaften und ab 2018 bis 2022 ohne Unterbrechung die Deutschen Jugendmeisterschaften im Einzel beim SSV Ulm 1846. Ebenfalls erlangte Müller weitere Titel und Podestplatzierungen im Step, Trio und 4–5er Team in den Jugendmeisterschaften.
Auch 2023 gewann sie erneut die Deutschen Meisterschaften, dieses Mal aber im Erwachsenenbereich, wo sie Charlotte Densch, welche zuvor in ihrer Altersklasse, und dann auch im Erwachsenenbereich, dominierte, mit 0,10 Punkten Vorsprung, als deutsche Meisterin ablöste. Ihren Titel im Einzel konnte sie 2024 erfolgreich verteidigen sowie einen weiteren Titel im 4–5er Team erlangen. Die Titelverteidigung im Einzel gelang erneut 2025. Erstmals wurde Cosma Müller 2025 auch deutsche Meisterin im Duo.
Ebenfalls im internationalen Bereich ist Müller seit der Jugend vertreten. Die internationalen Erfolge in der Jugend gipfelten in den Teilnahmen an den Weltmeisterschaften 2018 und 2022, sowie an den Europameisterschaften 2021 und 2023, wobei sie 2021, nach damaligen Stand, das beste Ergebnis einer deutschen Einzelstarterin jemals erreichte. 2024 nahm Müller erstmals an einer Weltmeisterschaft im Erwachsenenbereich teil. Beim "Aquae Open Cup" in Aix-les-Bains in Frankreich gelang Müller im März 2025 ihr erster internationaler Sieg.
Müller machte 2022 am Karl-Maybach-Gymnasium in Friedrichshafen Abitur und studiert seit Oktober 2023 Psychologie an der Universität Ulm.